# Itaqui (kommun)
Itaqui är en kommun i Brasilien.   Den ligger i delstaten Rio Grande do Sul, i den södra delen av landet, 1 700 km sydväst om huvudstaden Brasília. Antalet invånare är 38 166.
Följande samhällen finns i Itaqui:
- Itaqui

Trakten runt Itaqui består i huvudsak av gräsmarker. Runt Itaqui är det glesbefolkat, med 14 invånare per kvadratkilometer.